# Stanislao Bianciardi
Stanislao Bianciardi (Montegiovi, 28 aprile 1811 – Firenze, 22 dicembre 1868) è stato un pedagogista italiano.

## Biografia
Nato a Montegiovi, nella provincia di Grosseto, da Giovanni Bianciardi e Maria Brogi, si laureò in giurisprudenza a Siena nel 1831, ma abbandonò presto la carriera forense per dedicarsi agli studi letterari e alla pedagogia, stringendo amicizia a Firenze con Niccolò Tommaseo.
Insegnò in numerose scuole e istituti della Toscana, e dette alle stampe testi dedicati all'educazione giovanile. Collaborò e fu in rapporti di amicizia con personalità della cultura come Francesco Silvio Orlandini, Pietro Thouar ed Enrico Mayer. Nel 1864 fu fondatore e primo direttore del periodico L'esaminatore.